# Behnke
Behnke er et tysk efternavn. Der er pr. 2020 114 danskere, der bærer dette efternavn.
- Kim Behnke (født 1960) - en forhenværende dansk politiker
- Tom Behnke (født 1966) - en forhenværende dansk politiker og politibetjent
- Julia Behnke (født 1993) - en tysk håndboldspiller